# 易卜拉欣·桑加雷
易卜拉欣·桑加雷（法語：Ibrahim Sangaré，1997年12月2日—）是一名出生於象牙海岸的足球運動員，現效力英超球隊諾丁漢森林，象牙海岸國家足球隊成員。

## 榮譽
PSV
- 荷蘭盃冠軍 : 2021–22，2022–23
- 告魯夫盾冠軍 : 2021[2]，2022，2023[3]

象牙海岸國家隊
- 非洲國家盃冠軍 : 2023

## 外部連結
- Soccerway資料庫：易卜拉欣·桑加雷